# 克萊斯勒 TV-8
克萊斯勒TV-8是克萊斯勒於1950年代提出的戰車設計項目。該戰車原本是一種能夠進行陸上和兩棲作戰的中型戰車。但該設計最終從未完成。

## 描述
TV-8 是在克莱斯勒公司於Astron「X武器」項目之後的提案中提出的。其採用非傳統的戰車設計，設計中，將所有乘員、引擎和彈藥架放置在一个豆莢形炮塔内，該砲塔安装在輕型底盤上方，可以分開進行空運。戰車的總重量約為25噸，炮塔重15噸，底盤重10噸。 
經過審查，得出的結論是，TV-8在設計上並未證明具有比傳統戰車設計有更明顯的優勢來進一步開發。1956年4月23日，TV-8與另外三項ASTRON的提案被終止。 

### 機動性
克萊斯勒TV-8的第一階段設計採用克萊斯勒V-8發動機，總功率為300馬力，該發動機與後砲塔內的發電機相連；發電機為車體前的兩個馬達提供動力，每個馬達各驅動兩條28英寸寬的履帶。在水中的移動則通過安裝在砲塔底部後方的噴水泵推進。 
其他被考慮使用的動力包括：燃氣渦輪引擎、由碳氫化合物提供燃料的蒸汽循環發電機以及由核裂變驅動的蒸汽循環發電機。 

### 武裝
該戰車裝備了90毫米T208滑膛炮，砲塔上裝有液壓搗固裝置，彈藥存放在砲塔後方，彈藥與乘員間有鋼板分離。砲塔頂部還包括兩把同軸.30口徑機槍和一挺遙控.50口徑機槍。 

### 保護
具備厚重裝甲的內部砲塔被輕質外殼包圍，使砲塔具有豆莢狀的外觀。該外殼是水密的，產生足夠的浮力以允許車輛漂浮。砲塔外殼的厚度足以引爆成形裝藥彈 ，它可作為間隙裝甲來保護砲塔內部。 
TV-8設有閉路電視以防止乘員受到戰術核武器的閃光傷害與改進視野。第一階段車輛的燃料箱（由克萊斯勒V8發動機提供動力）位於車體中，與砲塔中的乘員隔開。 

## 註解
1. ↑  Hunnicutt 1990.